# Свети Фрументије
Свети Фрументије Аксумски је хришћански светитељ из 4. века, просветитељ Аксумског царства и његов први епископ.

## Биографија
Рођен је у Тиру Феникија, у време цара Константина. Био је ученик филозофа Меропе. Меропа, Фрументије и Едесије, путујући лађом, услед невремена доспели су у Етиопију. Дошло је до сукоба са локалним становништвом, у коме је страдала читава посада, осим Фрументија и Едесија који у сукобу нису учествовали.
Одведени су у краљевски двор у Аксум. где их је краљ неко време држао у служби а касније ослободио. Едесије се вратио у своју домовину, а Фрументије је отишао у Александрију.
За епископа га је поставио Атанасије Велики са циљем да утврди хришћанство у Етиопији, што је он усрдно и темељно чинио све до краја свог живота.
Умро је 383. године.
Православна црква га прославља 30. новембра по јулијанском календару.